# FC Volendam in het seizoen 2021/22
Het seizoen 2021/22 van FC Volendam was het 67e seizoen van de Nederlandse betaaldvoetbalclub. In de KNVB Beker verloor FC Volendam van FC Emmen in de eerste speelronde. FC Volendam beëindigde het seizoen met een tweede plaats, in de 36e speelronde plaatste het zich als nummer 2 rechtstreeks voor promotie naar de Eredivisie.

## Selectie en staf

### Selectie 2021-2022
| Keepers              |                             |            |                                 |
| Barry Lauwers        | Nederland                   | 29-11-1999 | Jeugdopleiding                  |
| Filip Stankovic      | Servië / Italië             | 25-02-2002 | Internazionale                  |
| Verdedigers          |                             |            |                                 |
| Benaissa Benamar     | Nederland / Marokko         | 08-04-1997 | FC Utrecht                      |
| Oskar Buur           | Denemarken                  | 31-03-1998 | Wolverhampton Wanderers FC      |
| Mike Eerdhuijzen     | Nederland                   | 13-07-2000 | Jeugdopleiding                  |
| Josh Flint *1        | Engeland                    | 13-10-2000 | Jeugdopleiding                  |
| John Hilton          | Verenigde Staten / Brazilië | 15-06-2001 | Jeugdopleiding                  |
| Dean James           | Nederland                   | 03-04-2000 | Jeugdopleiding                  |
| Sjors Kramer *1      | Nederland                   | 19-04-2000 | Jeugdopleiding                  |
| Damon Mirani         | Nederland                   | 13-05-1996 | Almere City                     |
| Derry John Murkin    | Engeland                    | 27-07-1999 | Jeugdopleiding                  |
| Brian Plat           | Nederland                   | 05-04-2000 | Jeugdopleiding                  |
| Jozhua Vertrouwd     | Nederland                   | 21-08-2004 | Jeugdopleiding                  |
| Middenvelders        |                             |            |                                 |
| Joey Antonioli       | Nederland / Italië          | 15-12-2003 | Jeugdopleiding                  |
| Francesco Antonucci  | België / Italië             | 20-06-1993 | Feyenoord                       |
| Samir Ben Sallam     | Nederland / Marokko         | 03-06-2001 | Jong FC Utrecht (2018-2019)     |
| Boy Deul             | Nederland / Curaçao         | 30-08-1987 | Paphos FC (2017−2018)           |
| Gaetano Oristanio    | Italië                      | 28-09-2002 | Internazionale                  |
| Walid Ould-Chikh     | Nederland / Marokko         | 06-11-1999 | Jeugdopleiding                  |
| Alex Plat            | Nederland                   | 04-02-1998 | Jeugdopleiding                  |
| Calvin Twigt         | Nederland                   | 30-01-2003 | Jeugdopleiding                  |
| Kevin Visser         | Nederland                   | 19-07-1988 | Helmond Sport (2013−2016)       |
| Aanvallers           |                             |            |                                 |
| Jim Beers            | Nederland                   | 15-05-2000 | Jeugdopleiding                  |
| Achraf Douiri        | Nederland / Marokko         | 27-11-1999 | IJsselmeervogels (2020-2021)    |
| Ibrahim El Kadiri    | Nederland / Marokko         | 23-01-2002 | FC Utrecht Academie (2018-2019) |
| Darius Johnson       | Engeland                    | 15-03-2000 | Rising Ballers (2018-2019)      |
| Bilal Ould-Chikh     | Nederland / Marokko         | 28-07-1997 | Clubloos                        |
| Martijn Kaars        | Nederland                   | 05-03-1999 | Jong Ajax (2017-2018)           |
| Leon Maloney         | Engeland                    | 13-05-2001 | Portsmouth FC (2019-2020)       |
| Daryl van Mieghem    | Nederland                   | 05-12-1989 | De Graafschap (2020-2021)       |
| Robert Mühren        | Nederland                   | 18-05-1989 | Cambuur Leeuwarden (2020-2021)  |
| Dyllandro Panka      | Nederland                   | 21-10-1998 | Jeugdopleiding                  |
| Lequincio Zeefuik *1 | Nederland                   | 26-11-2004 | Jeugdopleiding                  |

*1 Betreft een speler van Jong FC Volendam die bij minimaal één wedstrijd tot de wedstrijdselectie behoorde.

 = Aanvoerder

### Staf
| Wim Jonk            | trainer                            |
| Matthias Kohler     | assistent-trainer                  |
| Frank van der Geest | keeperstrainer                     |
| Frank Tuijp         | fysiotherapeut / performance coach |
| Michel Hordijk      | trainer individueel                |
| Björn van der Gaag  | fysiotherapeut                     |
| Paul Lemstra        | fysiotherapeut                     |
| Gerald Röben        | fysiotherapeut                     |
| Hans Bakker         | teammanager                        |

## Transfers

### Zomer
| Naam                | Nationaliteit       | Van/naar              | Mutatietype  |
| ------------------- | ------------------- | --------------------- | ------------ |
| Inkomend            |                     |                       |              |
| Jim Beers           | Nederland           | eigen jeugd           | Profcontract |
| Achraf Douiri       | Nederland / Marokko | IJsselmeervogels      | Transfervrij |
| Daryl van Mieghem   | Nederland           | De Graafschap         | Transfervrij |
| Damon Mirani        | Nederland           | Almere City           | Transfervrij |
| Robert Mühren       | Nederland           | Zulte Waregem         | Transfervrij |
| Walid Ould-Chikh    | Nederland / Marokko | eigen jeugd           | Profcontract |
| Gaetano Oristanio   | Italië              | Internazionale        | Huur         |
| Filip Stanković     | Servië / Italië     | Internazionale        | Huur         |
| Calvin Twigt        | Nederland           | eigen jeugd           | Profcontract |
| Lequincio Zeefuik   | Nederland           | eigen jeugd           | Profcontract |
|                     |                     |                       |              |
| Uitgaand            |                     |                       |              |
| Francesco Antonucci | België / Italië     | Feyenoord             | Einde huur   |
| Nordin Bakker       | Nederland           | FC Beroe Stara Zagora | Transfervrij |
| Darryl Bäly         | Nederland           | OFC                   | Transfervrij |
| Mohamed Betti       | Nederland           |                       | Transfervrij |
| Zakaria El Azzouzi  | Nederland / Marokko | FC Brașov             | Transfervrij |
| Giannis Iatroudis   | Griekenland         | AEK Athene            | Einde huur   |
| Samuele Mulattieri  | Italië              | Internazionale        | Einde huur   |
| Joey Roggeveen      | Nederland           | Jong Ajax             | Transfervrij |
| Marco Tol           | Nederland           | Cambuur Leeuwarden    | Transfervrij |
| Roy Tol             | Nederland           | SV Spakenburg         | Transfervrij |
| Max Veerman         | Nederland           | OFC                   | Transfervrij |
| Micky van de Ven    | Nederland           | Vfl Wolfsburg         | Transfer     |

### Winter
| Naam                | Nationaliteit       | Van/naar                | Mutatietype  |
| ------------------- | ------------------- | ----------------------- | ------------ |
| Inkomend            |                     |                         |              |
| Benaissa Benamar    | Nederland / Marokko | FC Utrecht              | Huur         |
| Oskar Buur          | Denemarken          | Wolverhampton Wanderers | Transfervrij |
| Bilal Ould-Chikh    | Nederland / Marokko | geen club               | Transfervrij |
| Francesco Antonucci | België / Italië     | Feyenoord               | Huur         |
| Jozhua Vertrouwd    | Nederland           | eigen jeugd             |              |
| Uitgaand            |                     |                         |              |
| Denso Kasius        | Nederland           | Bologna                 | Transfer     |

## Eerste divisie

### Wedstrijden

##### Reguliere competitie
| Wedstrijddetails | Thuisploeg | Uitslag                         | Uitploeg | Opstelling | Wissels | Kaarten                                                 | Tenue |
| --- | --- | ------------------------------- | --- | --- | --- | ------------------------------------------------------- | ----- |
| Speelronde 1 vr. 6 augustus 2021 20:00 uur Jan Louwers Stadion Eindhoven Ref.: Sam Dröge Toeschouwers: 1.823                     | FC Eindhoven | 2-2                             | FC Volendam | 1. Filip Stanković 3. Brian Plat, 4. Damon Mirani , 14. Mike Eerdhuijzen, 25. John Hilton 6. Alex Plat, 8. Calvin Twigt, 27. Joey Antonioli 7. Daryl van Mieghem, 21. Robert Mühren, 11. Ibrahim El Kadiri               | 61' 8. Calvin Twigt 31. Kevin Visser 65' 11. Ibrahim El Kadiri 9. Martijn Kaars 79' 25. John Hilton 28. Josh Flint 79' 14. Mike Eerdhuijzen 18. Samir Ben Sallam | 16' Alex Plat 53' John Hilton                           | 1     |
| Speelronde 1 vr. 6 augustus 2021 20:00 uur Jan Louwers Stadion Eindhoven Ref.: Sam Dröge Toeschouwers: 1.823                     | Joey Sleegers 45' (pen.) Joey Sleegers 90+3'                                                                                              | 0-1 0-2 1-2 2-2                 | 12' Damon Mirani Alex Plat 40' Daryl van Mieghem | 1. Filip Stanković 3. Brian Plat, 4. Damon Mirani , 14. Mike Eerdhuijzen, 25. John Hilton 6. Alex Plat, 8. Calvin Twigt, 27. Joey Antonioli 7. Daryl van Mieghem, 21. Robert Mühren, 11. Ibrahim El Kadiri               | 61' 8. Calvin Twigt 31. Kevin Visser 65' 11. Ibrahim El Kadiri 9. Martijn Kaars 79' 25. John Hilton 28. Josh Flint 79' 14. Mike Eerdhuijzen 18. Samir Ben Sallam | 16' Alex Plat 53' John Hilton                           | 1     |
| Speelronde 2 vr. 13 augustus 2021 20:00 uur Kras Stadion Volendam Ref.: Alex Bos Toeschouwers: 3.502                             | FC Volendam | 1-3                             | ADO Den Haag | 1. Filip Stanković 2. Denso Kasius, 4. Damon Mirani , 14. Mike Eerdhuijzen, 15. Dean James 6. Alex Plat, 18. Samir Ben Sallam, 27. Joey Antonioli 7. Daryl van Mieghem, 21. Robert Mühren, 11. Ibrahim El Kadiri         | 10' 27. Joey Antonioli 22. Barry Lauwers 46' 18. Samir Ben Sallam 8. Calvin Twigt 67' 6. Alex Plat 10. Gaetano Oristanio 67' 14. Mike Eerdhuijzen 3. Brian Plat 77' 11. Ibrahim El Kadiri 9. Martijn Kaars                                                                | 10' Filip Stankovic 41' Dean James 45' Mike Eerdhuijzen | 2     |
| Speelronde 2 vr. 13 augustus 2021 20:00 uur Kras Stadion Volendam Ref.: Alex Bos Toeschouwers: 3.502                             | Denso Kasius 4' Samir Ben Sallam | 1-0 1-1 1-2 1-3                 | 19' Thomas Verheydt 41' Boy Kemper 66' (pen.) Sem Steijn                                                                                            | 1. Filip Stanković 2. Denso Kasius, 4. Damon Mirani , 14. Mike Eerdhuijzen, 15. Dean James 6. Alex Plat, 18. Samir Ben Sallam, 27. Joey Antonioli 7. Daryl van Mieghem, 21. Robert Mühren, 11. Ibrahim El Kadiri         | 10' 27. Joey Antonioli 22. Barry Lauwers 46' 18. Samir Ben Sallam 8. Calvin Twigt 67' 6. Alex Plat 10. Gaetano Oristanio 67' 14. Mike Eerdhuijzen 3. Brian Plat 77' 11. Ibrahim El Kadiri 9. Martijn Kaars                                                                | 10' Filip Stankovic 41' Dean James 45' Mike Eerdhuijzen | 2     |
| Speelronde 3 vr. 20 augustus 2021 20:00 uur Woudestein Rotterdam Ref.: Erwin Blank Toeschouwers: 2.010                           | Excelsior Rotterdam | 1-1                             | FC Volendam | 22. Barry Lauwers 2. Denso Kasius, 3. Brian Plat, 4. Damon Mirani , 15. Dean James 6. Alex Plat, 8. Calvin Twigt, 27. Joey Antonioli 7. Daryl van Mieghem, 21. Robert Mühren, 11. Ibrahim El Kadiri                      | 10' 46. Alex Plat 30. Boy Deul 60' 27. Joey Antonioli 10. Gaetano Oristanio 70' 11. Ibrahim El Kadiri 9. Martijn Kaars 81' 8. Calvin Twigt 31. Kevin Visser 81' 15. Dean James 25. John Hilton                                                                            | 5' Calvin Twigt 42' Denso Kasius                        | 3     |
| Speelronde 3 vr. 20 augustus 2021 20:00 uur Woudestein Rotterdam Ref.: Erwin Blank Toeschouwers: 2.010                           | Thijs Dallinga 4' | 1-0 1-1                         | 45+1' Robert Mühren Alex Plat | 22. Barry Lauwers 2. Denso Kasius, 3. Brian Plat, 4. Damon Mirani , 15. Dean James 6. Alex Plat, 8. Calvin Twigt, 27. Joey Antonioli 7. Daryl van Mieghem, 21. Robert Mühren, 11. Ibrahim El Kadiri                      | 10' 46. Alex Plat 30. Boy Deul 60' 27. Joey Antonioli 10. Gaetano Oristanio 70' 11. Ibrahim El Kadiri 9. Martijn Kaars 81' 8. Calvin Twigt 31. Kevin Visser 81' 15. Dean James 25. John Hilton                                                                            | 5' Calvin Twigt 42' Denso Kasius                        | 3     |
| Speelronde 4 vr. 27 augustus 2021 20:00 uur Kras Stadion Volendam Ref.: Rob Dieperink Toeschouwers: 3.486                        | FC Volendam | 5-0                             | MVV Maastricht | 22. Barry Lauwers 2. Denso Kasius, 3. Brian Plat, 4. Damon Mirani , 26. Sjors Kramer 6. Alex Plat, 8. Calvin Twigt, 10. Gaetano Oristanio 7. Daryl van Mieghem, 21. Robert Mühren, 9. Martijn Kaars                      | 60' 3. Brian Plat 20. Dyllandro Panka 61' 10. Gaetano Oristanio 30. Boy Deul 69' 9. Martijn Kaars 11. Ibrahim El Kadiri 80' 8. Calvin Twigt 18. Samir Ben Sallam 80' 7. Daryl van Mieghem 34. Milan Zonneveld                                                             |                                                         | 4     |
| Speelronde 4 vr. 27 augustus 2021 20:00 uur Kras Stadion Volendam Ref.: Rob Dieperink Toeschouwers: 3.486                        | Daryl van Mieghem 11' Daryl van Mieghem 41' Robert Mühren 57' Alex Plat Calvin Twigt 62' Daryl van Mieghem 69' Robert Mühren              | 1-0 2-0 3-0 4-0 5-0             | | 22. Barry Lauwers 2. Denso Kasius, 3. Brian Plat, 4. Damon Mirani , 26. Sjors Kramer 6. Alex Plat, 8. Calvin Twigt, 10. Gaetano Oristanio 7. Daryl van Mieghem, 21. Robert Mühren, 9. Martijn Kaars                      | 60' 3. Brian Plat 20. Dyllandro Panka 61' 10. Gaetano Oristanio 30. Boy Deul 69' 9. Martijn Kaars 11. Ibrahim El Kadiri 80' 8. Calvin Twigt 18. Samir Ben Sallam 80' 7. Daryl van Mieghem 34. Milan Zonneveld                                                             |                                                         | 4     |
| Speelronde 6 vr. 10 september 2021 20:00 uur De Vijverberg Doetinchem Ref.: Dennis Higler Toeschouwers: 8.112                    | De Graafschap | 0-3                             | FC Volendam | 22. Barry Lauwers 2. Denso Kasius, 3. Brian Plat, 4. Damon Mirani , 26. Sjors Kramer 10. Gaetano Oristanio, 6. Alex Plat, 30. Boy Deul 7. Daryl van Mieghem, 21. Robert Mühren, 9. Martijn Kaars                         | 62' 9. Martijn Kaars 11. Ibrahim El Kadiri 62' 10. Gaetano Oristanio 8. Calvin Twigt 66' 26. Sjors Kramer 14. Mike Eerdhuijzen 74' 21. Robert Mühren 23. Lequincio Zeefuik                                                                                                | 57' Boy Deul 68' Brian Plat 85' Damon Mirani            | 6     |
| Speelronde 6 vr. 10 september 2021 20:00 uur De Vijverberg Doetinchem Ref.: Dennis Higler Toeschouwers: 8.112                    | | 0-1 0-2 0-3                     | 42' Gaetano Oristanio Robert Mühren 45+3' Daryl van Mieghem 53' (pen.) Robert Mühren                                                                | 22. Barry Lauwers 2. Denso Kasius, 3. Brian Plat, 4. Damon Mirani , 26. Sjors Kramer 10. Gaetano Oristanio, 6. Alex Plat, 30. Boy Deul 7. Daryl van Mieghem, 21. Robert Mühren, 9. Martijn Kaars                         | 62' 9. Martijn Kaars 11. Ibrahim El Kadiri 62' 10. Gaetano Oristanio 8. Calvin Twigt 66' 26. Sjors Kramer 14. Mike Eerdhuijzen 74' 21. Robert Mühren 23. Lequincio Zeefuik                                                                                                | 57' Boy Deul 68' Brian Plat 85' Damon Mirani            | 6     |
| Speelronde 5 ma. 13 september 2021 20:00 uur Kras Stadion Volendam Ref.: Clay Ruperti Toeschouwers: 3.283                        | FC Volendam | 2-2                             | Roda JC Kerkrade | 22. Barry Lauwers 2. Denso Kasius, 3. Brian Plat, 4. Damon Mirani , 26. Sjors Kramer 10. Gaetano Oristanio, 6. Alex Plat, 8. Calvin Twigt 7. Daryl van Mieghem, 21. Robert Mühren, 9. Martijn Kaars                      | 46' 26. Sjors Kramer 25. John Hilton 57' 10. Gaetano Oristanio 30. Boy Deul 73' 6. Alex Plat 27. Joey Antonioli 77' 8. Calvin Twigt 18. Samir Ben Sallam 77' 9. Martijn Kaars 11. Ibrahim El Kadiri                                                                       | 45', 53' Daryl van Mieghem 61' Denso Kasius             | 5     |
| Speelronde 5 ma. 13 september 2021 20:00 uur Kras Stadion Volendam Ref.: Clay Ruperti Toeschouwers: 3.283                        | Robert Mühren 27' Denso Kasius 85' | 1-0 1-1 2-1 2-2                 | 76' (e) Boy Deul 87' Stefano Marzo | 22. Barry Lauwers 2. Denso Kasius, 3. Brian Plat, 4. Damon Mirani , 26. Sjors Kramer 10. Gaetano Oristanio, 6. Alex Plat, 8. Calvin Twigt 7. Daryl van Mieghem, 21. Robert Mühren, 9. Martijn Kaars                      | 46' 26. Sjors Kramer 25. John Hilton 57' 10. Gaetano Oristanio 30. Boy Deul 73' 6. Alex Plat 27. Joey Antonioli 77' 8. Calvin Twigt 18. Samir Ben Sallam 77' 9. Martijn Kaars 11. Ibrahim El Kadiri                                                                       | 45', 53' Daryl van Mieghem 61' Denso Kasius             | 5     |
| Speelronde 7 vr. 17 september 2021 20:00 uur Kras Stadion Volendam Ref.: Marc Nagtegaal Toeschouwers: 3.687                      | FC Volendam | 2-1                             | VVV Venlo | 22. Barry Lauwers 2. Denso Kasius, 3. Brian Plat, 4. Damon Mirani , 25. John Hilton 30. Boy Deul, 6. Alex Plat, 8. Calvin Twigt 36. Jordi Blom, 21. Robert Mühren, 10. Gaetano Oristanio                                 | 61' 10. Gaetano Oristanio 11. Ibrahim El Kadiri 66' 10. Gaetano Oristanio 18. Samir Ben Sallam 79' 25. John Hilton 14. Mike Eerdhuijzen 80' 30. Boy Deul 27. Joey Antonioli 80' 36. Jordi Blom 9. Martijn Kaars                                                           |                                                         | 7     |
| Speelronde 7 vr. 17 september 2021 20:00 uur Kras Stadion Volendam Ref.: Marc Nagtegaal Toeschouwers: 3.687                      | Robert Mühren 14' Denso Kasius Boy Deul 48'                                                                                               | 1-0 1-1 2-1                     | 22' Tristan Dekker | 22. Barry Lauwers 2. Denso Kasius, 3. Brian Plat, 4. Damon Mirani , 25. John Hilton 30. Boy Deul, 6. Alex Plat, 8. Calvin Twigt 36. Jordi Blom, 21. Robert Mühren, 10. Gaetano Oristanio                                 | 61' 10. Gaetano Oristanio 11. Ibrahim El Kadiri 66' 10. Gaetano Oristanio 18. Samir Ben Sallam 79' 25. John Hilton 14. Mike Eerdhuijzen 80' 30. Boy Deul 27. Joey Antonioli 80' 36. Jordi Blom 9. Martijn Kaars                                                           |                                                         | 7     |
| Speelronde 8 vr. 24 september 2021 20:00 uur Frans Heesen Stadion Oss Ref.: Jesse Rozendal Toeschouwers: 1.639                   | Top Oss | 2-3                             | FC Volendam | 22. Barry Lauwers 2. Denso Kasius, 3. Brian Plat, 4. Damon Mirani , 25. John Hilton 30. Boy Deul, 6. Alex Plat, 8. Calvin Twigt 7. Daryl van Mieghem, 21. Robert Mühren, 10. Gaetano Oristanio                           | 46' 6. Alex Plat 18. Samir Ben Sallam 66' 8. Calvin Twigt 11. Ibrahim El Kadiri 75' 10. Gaetano Oristanio 9. Martijn Kaars 83' 25. John Hilton 14. Mike Eerdhuijzen | 25' Daryl van Mieghem 68' Brian Plat                    | 8     |
| Speelronde 8 vr. 24 september 2021 20:00 uur Frans Heesen Stadion Oss Ref.: Jesse Rozendal Toeschouwers: 1.639                   | Joshua Sanches 55' Joshua Sanches 63' | 1-0 1-1 2-1 2-2 2-3             | 56' Denso Kasius Daryl van Mieghem 83' Ibrahim El Kadiri 86' Damon Mirani Ibrahim El Kadiri                                                         | 22. Barry Lauwers 2. Denso Kasius, 3. Brian Plat, 4. Damon Mirani , 25. John Hilton 30. Boy Deul, 6. Alex Plat, 8. Calvin Twigt 7. Daryl van Mieghem, 21. Robert Mühren, 10. Gaetano Oristanio                           | 46' 6. Alex Plat 18. Samir Ben Sallam 66' 8. Calvin Twigt 11. Ibrahim El Kadiri 75' 10. Gaetano Oristanio 9. Martijn Kaars 83' 25. John Hilton 14. Mike Eerdhuijzen | 25' Daryl van Mieghem 68' Brian Plat                    | 8     |
| Speelronde 9 vr. 1 oktober 2021 20:00 uur Kras Stadion Volendam Ref.: Jannick van der Laan Toeschouwers: 6.045                   | FC Volendam | 3-2                             | Almere City FC | 22. Barry Lauwers 2. Denso Kasius, 6. Alex Plat, 4. Damon Mirani , 25. John Hilton 30. Boy Deul,10. Gaetano Oristanio, 8. Calvin Twigt 7. Daryl van Mieghem, 21. Robert Mühren, 11. Ibrahim El Kadiri                    | 54' 10. Gaetano Oristanio 14. Mike Eerdhuijzen 72' 8. Calvin Twigt 27. Joey Antonioli 72' 11. Ibrahim El Kadiri 9. Martijn Kaars 77' 2. Denso Kasius 15. Dean James 77' 6. Alex Plat 19. Milan de Haan                                                                    |                                                         | 9     |
| Speelronde 9 vr. 1 oktober 2021 20:00 uur Kras Stadion Volendam Ref.: Jannick van der Laan Toeschouwers: 6.045                   | Robert Mühren 9' Denso Kasius Robert Mühren 53' Ibrahim El Kadiri Martijn Kaars 73' Robert Mühren                                         | 1-0 1-1 2-1 3-1 3-2             | 31' Maarten Pouwels 90+1' Daniël Breedijk | 22. Barry Lauwers 2. Denso Kasius, 6. Alex Plat, 4. Damon Mirani , 25. John Hilton 30. Boy Deul,10. Gaetano Oristanio, 8. Calvin Twigt 7. Daryl van Mieghem, 21. Robert Mühren, 11. Ibrahim El Kadiri                    | 54' 10. Gaetano Oristanio 14. Mike Eerdhuijzen 72' 8. Calvin Twigt 27. Joey Antonioli 72' 11. Ibrahim El Kadiri 9. Martijn Kaars 77' 2. Denso Kasius 15. Dean James 77' 6. Alex Plat 19. Milan de Haan                                                                    |                                                         | 9     |
| Speelronde 11 vr. 15 oktober 2021 20:00 uur Rabobank IJmond Stadion Velsen-IJmuiden Ref.: Edwin van de Graaf Toeschouwers: 2.615 | Telstar | 1-5                             | FC Volendam | 1. Filip Stanković 2. Denso Kasius, 3. Brian Plat, 4. Damon Mirani , 15. Dean James 30. Boy Deul,6. Alex Plat, 8. Calvin Twigt 7. Daryl van Mieghem, 21. Robert Mühren, 11. Ibrahim El Kadiri                            | 60' 21. Robert Mühren 17. Jim Beers 60' 8. Calvin Twigt 10. Gaetano Oristanio 60' 15. Dean James 25. John Hilton 70' 7. Daryl van Mieghem 9. Martijn Kaars 77' 30. Boy Deul 18. Samir Ben Sallam                                                                          | 40' Calvin Twigt                                        | 11    |
| Speelronde 11 vr. 15 oktober 2021 20:00 uur Rabobank IJmond Stadion Velsen-IJmuiden Ref.: Edwin van de Graaf Toeschouwers: 2.615 | Özgür Aktaş 12' | 1-0 1-1 1-2 1-3 1-4 1-5         | 15' Ibrahim El Kadiri Daryl van Mieghem 19' Robert Mühren Daryl van Mieghem 21' Daryl van Mieghem 39' Robert Mühren 67' Jim Beers Daryl van Mieghem | 1. Filip Stanković 2. Denso Kasius, 3. Brian Plat, 4. Damon Mirani , 15. Dean James 30. Boy Deul,6. Alex Plat, 8. Calvin Twigt 7. Daryl van Mieghem, 21. Robert Mühren, 11. Ibrahim El Kadiri                            | 60' 21. Robert Mühren 17. Jim Beers 60' 8. Calvin Twigt 10. Gaetano Oristanio 60' 15. Dean James 25. John Hilton 70' 7. Daryl van Mieghem 9. Martijn Kaars 77' 30. Boy Deul 18. Samir Ben Sallam                                                                          | 40' Calvin Twigt                                        | 11    |
| Speelronde 10 ma. 18 oktober 2021 20:00 uur Kras Stadion Volendam Ref.: Bas Nijhuis Toeschouwers: 4.971                          | FC Volendam | 1-0                             | NAC Breda | 1. Filip Stanković 2. Denso Kasius, 3. Brian Plat, 4. Damon Mirani , 15. Dean James 30. Boy Deul,6. Alex Plat, 8. Calvin Twigt 7. Daryl van Mieghem, 21. Robert Mühren, 11. Ibrahim El Kadiri                            | 66' 11. Ibrahim El Kadiri 9. Martijn Kaars 72' 8. Calvin Twigt 23. Lequincio Zeefuik 83' 6. Alex Plat 33. Walid Ould-Chikh 83' 7. Daryl van Mieghem 14. Mike Eerdhuijzen                                                                                                  |                                                         | 10    |
| Speelronde 10 ma. 18 oktober 2021 20:00 uur Kras Stadion Volendam Ref.: Bas Nijhuis Toeschouwers: 4.971                          | Denso Kasius 28' Ibrahim El Kadiri | 1-0                             | | 1. Filip Stanković 2. Denso Kasius, 3. Brian Plat, 4. Damon Mirani , 15. Dean James 30. Boy Deul,6. Alex Plat, 8. Calvin Twigt 7. Daryl van Mieghem, 21. Robert Mühren, 11. Ibrahim El Kadiri                            | 66' 11. Ibrahim El Kadiri 9. Martijn Kaars 72' 8. Calvin Twigt 23. Lequincio Zeefuik 83' 6. Alex Plat 33. Walid Ould-Chikh 83' 7. Daryl van Mieghem 14. Mike Eerdhuijzen                                                                                                  |                                                         | 10    |
| Speelronde 12 vr. 22 oktober 2021 20:00 uur Kalverhoek Wijdewormer Ref.: Ingmar Oostrom Toeschouwers: 450                        | Jong AZ | 0-1                             | FC Volendam | 1. Filip Stanković 2. Denso Kasius, 3. Brian Plat, 4. Damon Mirani , 15. Dean James 30. Boy Deul,6. Alex Plat, 8. Calvin Twigt 7. Daryl van Mieghem, 21. Robert Mühren, 11. Ibrahim El Kadiri                            | 70' 6. Alex Plat 18. Samir Ben Sallam 70' 11. Ibrahim El Kadiri 9. Martijn Kaars 83' 15. Dean James 14. Mike Eerdhuijzen 90' 7. Daryl van Mieghem 19. Milan de Haan 90' 8. Calvin Twigt 33. Walid Ould-Chikh                                                              | 75' Brian Plat                                          | 12    |
| Speelronde 12 vr. 22 oktober 2021 20:00 uur Kalverhoek Wijdewormer Ref.: Ingmar Oostrom Toeschouwers: 450                        | | 0-1                             | 61' Daryl van Mieghem Boy Deul | 1. Filip Stanković 2. Denso Kasius, 3. Brian Plat, 4. Damon Mirani , 15. Dean James 30. Boy Deul,6. Alex Plat, 8. Calvin Twigt 7. Daryl van Mieghem, 21. Robert Mühren, 11. Ibrahim El Kadiri                            | 70' 6. Alex Plat 18. Samir Ben Sallam 70' 11. Ibrahim El Kadiri 9. Martijn Kaars 83' 15. Dean James 14. Mike Eerdhuijzen 90' 7. Daryl van Mieghem 19. Milan de Haan 90' 8. Calvin Twigt 33. Walid Ould-Chikh                                                              | 75' Brian Plat                                          | 12    |
| Speelronde 13 vr. 29 oktober 2021 20:00 uur Kras Stadion Volendam Ref.: Erwin Blank Toeschouwers: 4.103                          | FC Volendam | 4-2                             | FC Dordrecht | 1. Filip Stanković 2. Denso Kasius, 3. Brian Plat, 4. Damon Mirani , 15. Dean James 30. Boy Deul,6. Alex Plat, 10. Gaetano Oristanio 7. Daryl van Mieghem, 21. Robert Mühren, 11. Ibrahim El Kadiri                      | 57' 11. Ibrahim El Kadiri 24. Achraf Douiri 57' 10. Gaetano Oristanio 8. Calvin Twigt 67' 6. Alex Plat 33. Walid Ould-Chikh 76' 30. Boy Deul 14. Mike Eerdhuijzen | 56', 71' Denso Kasius                                   | 13    |
| Speelronde 13 vr. 29 oktober 2021 20:00 uur Kras Stadion Volendam Ref.: Erwin Blank Toeschouwers: 4.103                          | Robert Mühren 23' Boy Deul Robert Mühren 43' (pen.) Robert Mühren 66' (pen.) Robert Mühren 75' Calvin Twigt                               | 0-1 1-1 2-1 3-1 4-1 4-2         | 8' Mathis Suray 80' Mathis Suray | 1. Filip Stanković 2. Denso Kasius, 3. Brian Plat, 4. Damon Mirani , 15. Dean James 30. Boy Deul,6. Alex Plat, 10. Gaetano Oristanio 7. Daryl van Mieghem, 21. Robert Mühren, 11. Ibrahim El Kadiri                      | 57' 11. Ibrahim El Kadiri 24. Achraf Douiri 57' 10. Gaetano Oristanio 8. Calvin Twigt 67' 6. Alex Plat 33. Walid Ould-Chikh 76' 30. Boy Deul 14. Mike Eerdhuijzen | 56', 71' Denso Kasius                                   | 13    |
| Speelronde 14 vr. 5 november 2021 20:00 uur Kras Stadion Volendam Ref.: Serdar Gözübüyük Toeschouwers: 5.578                     | FC Volendam | 2-2                             | FC Emmen | 22. Barry Lauwers 33. Walid Ould-Chikh, 4. Damon Mirani , 14. Mike Eerdhuijzen, 15. Dean James 30. Boy Deul,8. Calvin Twigt, 10. Gaetano Oristanio 7. Daryl van Mieghem, 21. Robert Mühren, 9. Martijn Kaars             | 61' 14. Mike Eerdhuijzen 3. Brian Plat 61' 10. Gaetano Oristanio 18. Samir Ben Sallam 65' 33. Walid Ould-Chikh 25. John Hilton 80' 15. Dean James 26. Sjors Kramer 80' 8. Calvin Twigt 6. Alex Plat                                                                       | 89' Damon Mirani                                        | 14    |
| Speelronde 14 vr. 5 november 2021 20:00 uur Kras Stadion Volendam Ref.: Serdar Gözübüyük Toeschouwers: 5.578                     | Daryl van Mieghem 10' Robert Mühren 25' Boy Deul                                                                                          | 1-0 2-0 2-1 2-2                 | 33' Jeredy Hilterman 82' Jeredy Hilterman | 22. Barry Lauwers 33. Walid Ould-Chikh, 4. Damon Mirani , 14. Mike Eerdhuijzen, 15. Dean James 30. Boy Deul,8. Calvin Twigt, 10. Gaetano Oristanio 7. Daryl van Mieghem, 21. Robert Mühren, 9. Martijn Kaars             | 61' 14. Mike Eerdhuijzen 3. Brian Plat 61' 10. Gaetano Oristanio 18. Samir Ben Sallam 65' 33. Walid Ould-Chikh 25. John Hilton 80' 15. Dean James 26. Sjors Kramer 80' 8. Calvin Twigt 6. Alex Plat                                                                       | 89' Damon Mirani                                        | 14    |
| Speelronde 16 vr. 19 november 2021 20:00 uur Sportpark De Toekomst Duivendrecht Ref.: Robin Hensgens Toeschouwers: 0             | Jong Ajax | 4-4                             | FC Volendam | 22. Barry Lauwers 2. Denso Kasius, 3 Brian Plat, 4. Damon Mirani , 15. Dean James 30. Boy Deul,8. Calvin Twigt, 10. Gaetano Oristanio 7. Daryl van Mieghem, 21. Robert Mühren, 11. Ibrahim El Kadiri                     | 46' 11. Ibrahim El Kadiri 24. Achraf Douiri 46' 10. Gaetano Oristanio 9. Martijn Kaars 77' 8. Calvin Twigt 6. Alex Plat 85' 7. Daryl van Mieghem 14. Mike Eerdhuijzen | 29' Brian Plat 75' Calvin Twigt 90' Alex Plat           | 16    |
| Speelronde 16 vr. 19 november 2021 20:00 uur Sportpark De Toekomst Duivendrecht Ref.: Robin Hensgens Toeschouwers: 0             | Max de Waal 7' Youri Regeer 13' Christian Rasmussen 17' Kenneth Taylor 30' (pen.)                                                         | 1-0 2-0 2-1 3-1 3-2 4-2 4-3 4-4 | 15' Gaetano Oristanio 19' Robert Mühren 88' Martijn Kaars 90+4' Denso Kasius                                                                        | 22. Barry Lauwers 2. Denso Kasius, 3 Brian Plat, 4. Damon Mirani , 15. Dean James 30. Boy Deul,8. Calvin Twigt, 10. Gaetano Oristanio 7. Daryl van Mieghem, 21. Robert Mühren, 11. Ibrahim El Kadiri                     | 46' 11. Ibrahim El Kadiri 24. Achraf Douiri 46' 10. Gaetano Oristanio 9. Martijn Kaars 77' 8. Calvin Twigt 6. Alex Plat 85' 7. Daryl van Mieghem 14. Mike Eerdhuijzen | 29' Brian Plat 75' Calvin Twigt 90' Alex Plat           | 16    |
| Speelronde 15 ma. 22 november 2021 20:00 uur Sportcomplex Zoudenbalch Utrecht Ref.: Joey Kooij Toeschouwers: 0                   | Jong FC Utrecht | 0-1                             | FC Volendam | 1. Filip Stanković 2. Denso Kasius, 3. Brian Plat, 4. Damon Mirani , 15. Dean James 30. Boy Deul,8 Calvin Twigt, 10. Gaetano Oristanio 7. Daryl van Mieghem, 21. Robert Mühren, 9. Martijn Kaars                         | 63' 9. Martijn Kaars 24. Achraf Douiri 63' 10. Gaetano Oristanio 23. Lequincio Zeefuik 74' 8. Calvin Twigt 6. Alex Plat 91' 7. Robert Mühren 14. Mike Eerdhuijzen |                                                         | 15    |
| Speelronde 15 ma. 22 november 2021 20:00 uur Sportcomplex Zoudenbalch Utrecht Ref.: Joey Kooij Toeschouwers: 0                   | | 0-1                             | 82' Achraf Douiri Daryl van Mieghem | 1. Filip Stanković 2. Denso Kasius, 3. Brian Plat, 4. Damon Mirani , 15. Dean James 30. Boy Deul,8 Calvin Twigt, 10. Gaetano Oristanio 7. Daryl van Mieghem, 21. Robert Mühren, 9. Martijn Kaars                         | 63' 9. Martijn Kaars 24. Achraf Douiri 63' 10. Gaetano Oristanio 23. Lequincio Zeefuik 74' 8. Calvin Twigt 6. Alex Plat 91' 7. Robert Mühren 14. Mike Eerdhuijzen |                                                         | 15    |
| Speelronde 17 vr. 26 november 2021 20:00 uur Kras Stadion Volendam Ref.: Richard Martens Toeschouwers: 0                         | FC Volendam | 3-0                             | FC Den Bosch | 1. Filip Stanković 2. Denso Kasius, 3. Brian Plat, 4. Damon Mirani , 15. Dean James 30. Boy Deul,8 Calvin Twigt, 10. Gaetano Oristanio 7. Daryl van Mieghem, 21. Robert Mühren, 9. Martijn Kaars                         | 46' 9. Martijn Kaars 24. Achraf Douiri 67' 10. Gaetano Oristanio 33. Walid Ould-Chikh 76' 8. Calvin Twigt 23. Lequincio Zeefuik 85' 3. Brian Plat 14. Mike Eerdhuijzen | 88' Walid Ould-Chikh                                    | 17    |
| Speelronde 17 vr. 26 november 2021 20:00 uur Kras Stadion Volendam Ref.: Richard Martens Toeschouwers: 0                         | Gaetano Oristanio 42' Robert Mühren 58' Robert Mühren 71' Daryl van Mieghem                                                               | 1-0 2-0 3-0                     | | 1. Filip Stanković 2. Denso Kasius, 3. Brian Plat, 4. Damon Mirani , 15. Dean James 30. Boy Deul,8 Calvin Twigt, 10. Gaetano Oristanio 7. Daryl van Mieghem, 21. Robert Mühren, 9. Martijn Kaars                         | 46' 9. Martijn Kaars 24. Achraf Douiri 67' 10. Gaetano Oristanio 33. Walid Ould-Chikh 76' 8. Calvin Twigt 23. Lequincio Zeefuik 85' 3. Brian Plat 14. Mike Eerdhuijzen | 88' Walid Ould-Chikh                                    | 17    |
| Speelronde 18 vr. 3 december 2021 20:00 uur SolarUnie Stadion Helmond Ref.: Martin van den Kerkhof Toeschouwers: 0               | Helmond Sport | 1-1                             | FC Volendam | 1. Filip Stanković 2. Denso Kasius, 3. Brian Plat, 4. Damon Mirani , 15. Dean James 6. Alex Plat,8 Calvin Twigt, 10. Gaetano Oristanio 7. Daryl van Mieghem, 21. Robert Mühren, 9. Martijn Kaars                         | 66' 9. Martijn Kaars 24. Achraf Douiri 66' 8. Calvin Twigt 33. Walid Ould-Chikh 81' 10. Gaetano Oristanio 23. Lequincio Zeefuik 90' 6. Alex Plat 14. Mike Eerdhuijzen | 45' Martijn Kaars                                       | 18    |
| Speelronde 18 vr. 3 december 2021 20:00 uur SolarUnie Stadion Helmond Ref.: Martin van den Kerkhof Toeschouwers: 0               | Arno Van Keilegom 39' | 1-0 1-1                         | 44' Martijn Kaars Robert Mühren | 1. Filip Stanković 2. Denso Kasius, 3. Brian Plat, 4. Damon Mirani , 15. Dean James 6. Alex Plat,8 Calvin Twigt, 10. Gaetano Oristanio 7. Daryl van Mieghem, 21. Robert Mühren, 9. Martijn Kaars                         | 66' 9. Martijn Kaars 24. Achraf Douiri 66' 8. Calvin Twigt 33. Walid Ould-Chikh 81' 10. Gaetano Oristanio 23. Lequincio Zeefuik 90' 6. Alex Plat 14. Mike Eerdhuijzen | 45' Martijn Kaars                                       | 18    |
| Speelronde 19 vr. 10 december 2021 20:00 uur Kras Stadion Volendam Ref.: Sander van der Eijk Toeschouwers: 0                     | FC Volendam | 3-2                             | Jong PSV | 1. Filip Stanković 2. Denso Kasius, 3. Brian Plat, 4. Damon Mirani , 15. Dean James 30. Boy Deul,8 Calvin Twigt, 10. Gaetano Oristanio 7. Daryl van Mieghem, 21. Robert Mühren, 9. Martijn Kaars                         | 46' 9. Martijn Kaars 11. Ibrahim El Kadiri 68' 8. Calvin Twigt 6. Alex Plat 68' 10. Gaetano Oristanio 23. Lequincio Zeefuik 81' 15. Dean James 33. Walid Ould-Chikh 85' 30. Boy Deul 31. Kevin Visser                                                                     |                                                         | 19    |
| Speelronde 19 vr. 10 december 2021 20:00 uur Kras Stadion Volendam Ref.: Sander van der Eijk Toeschouwers: 0                     | Boy Deul 12' Martijn Kaars Robert Mühren 22' (pen.) Ibrahim El Kadiri 52' Robert Mühren                                                   | 1-0 2-0 3-0 3-1 3-2             | 59' Johan Bakayoko 62' (pen.) Mohamed Nassoh | 1. Filip Stanković 2. Denso Kasius, 3. Brian Plat, 4. Damon Mirani , 15. Dean James 30. Boy Deul,8 Calvin Twigt, 10. Gaetano Oristanio 7. Daryl van Mieghem, 21. Robert Mühren, 9. Martijn Kaars                         | 46' 9. Martijn Kaars 11. Ibrahim El Kadiri 68' 8. Calvin Twigt 6. Alex Plat 68' 10. Gaetano Oristanio 23. Lequincio Zeefuik 81' 15. Dean James 33. Walid Ould-Chikh 85' 30. Boy Deul 31. Kevin Visser                                                                     |                                                         | 19    |
| Speelronde 20 vr. 17 december 2021 20:00 uur Yanmar Stadion Almere Ref.: Laurens Gerrets Toeschouwers: 0                         | Almere City FC | 2-3                             | FC Volendam | 1. Filip Stanković 2. Denso Kasius, 3. Brian Plat, 4. Damon Mirani , 33. Walid Ould-Chikh 30. Boy Deul,8 Calvin Twigt, 10. Gaetano Oristanio 7. Daryl van Mieghem, 21. Robert Mühren, 9. Martijn Kaars                   | 46' 10. Gaetano Oristanio 28. Josh Flint 46' 8. Calvin Twigt 31. Kevin Visser 73' 9. Martijn Kaars 11. Ibrahim El Kadiri 89' 30. Boy Deul 23. Lequincio Zeefuik | 54' Damon Mirani                                        | 20    |
| Speelronde 20 vr. 17 december 2021 20:00 uur Yanmar Stadion Almere Ref.: Laurens Gerrets Toeschouwers: 0                         | Lance Duijvestijn 32' Lance Duijvestijn 78'                                                                                               | 1-0 1-1 1-2 1-3 2-3             | 55' Robert Mühren Daryl van Mieghem 67' Walid Ould-Chikh Martijn Kaars 74' Ibrahim El Kadiri Robert Mühren                                          | 1. Filip Stanković 2. Denso Kasius, 3. Brian Plat, 4. Damon Mirani , 33. Walid Ould-Chikh 30. Boy Deul,8 Calvin Twigt, 10. Gaetano Oristanio 7. Daryl van Mieghem, 21. Robert Mühren, 9. Martijn Kaars                   | 46' 10. Gaetano Oristanio 28. Josh Flint 46' 8. Calvin Twigt 31. Kevin Visser 73' 9. Martijn Kaars 11. Ibrahim El Kadiri 89' 30. Boy Deul 23. Lequincio Zeefuik | 54' Damon Mirani                                        | 20    |
| Speelronde 21 zo. 9 januari 2022 12:15 uur Kras Stadion Volendam Ref.: Joey Kooij Toeschouwers: 0                                | FC Volendam | 2-1                             | Telstar | 1. Filip Stanković 2. Denso Kasius, 4. Damon Mirani , 14. Mike Eerdhuijzen, 28. Josh Flint 8 Calvin Twigt, 31 Kevin Visser, 10. Gaetano Oristanio 7. Daryl van Mieghem, 21. Robert Mühren, 11. Ibrahim El Kadiri         | 46' 8. Calvin Twigt 33. Walid Ould-Chikh 56' 31. Kevin Visser 18. Samir Ben Sallam 63' 14. Mike Eerdhuijzen 19. Francesco Antonucci 63' 11. Ibrahim El Kadiri 6. Alex Plat 76' 10. Gaetano Oristanio 9. Martijn Kaars                                                     | 43' Mike Eerdhuijzen 90' Walid Ould-Chikh               | 21    |
| Speelronde 21 zo. 9 januari 2022 12:15 uur Kras Stadion Volendam Ref.: Joey Kooij Toeschouwers: 0                                | Mike Eerdhuijzen 30' Daryl van Mieghem Robert Mühren 36'                                                                                  | 0-1 1-1 2-1                     | 5' Glynor Plet | 1. Filip Stanković 2. Denso Kasius, 4. Damon Mirani , 14. Mike Eerdhuijzen, 28. Josh Flint 8 Calvin Twigt, 31 Kevin Visser, 10. Gaetano Oristanio 7. Daryl van Mieghem, 21. Robert Mühren, 11. Ibrahim El Kadiri         | 46' 8. Calvin Twigt 33. Walid Ould-Chikh 56' 31. Kevin Visser 18. Samir Ben Sallam 63' 14. Mike Eerdhuijzen 19. Francesco Antonucci 63' 11. Ibrahim El Kadiri 6. Alex Plat 76' 10. Gaetano Oristanio 9. Martijn Kaars                                                     | 43' Mike Eerdhuijzen 90' Walid Ould-Chikh               | 21    |
| Speelronde 22 vr. 14 januari 2022 20:00 uur Rat Verlegh Stadion Breda Ref.: Marc Nagtegaal Toeschouwers: 0                       | NAC Breda | 0-0                             | FC Volendam | 1. Filip Stanković 2. Denso Kasius, 4. Damon Mirani , 16. Benaissa Benamar, 28. Josh Flint 33. Walid Ould-Chikh, 30. Boy Deul, 19. Francesco Antonucci 7. Daryl van Mieghem, 21. Robert Mühren, 10. Gaetano Oristanio    | 46' 10. Gaetano Oristanio 34. Bilal Ould-Chikh 62' 28. Josh Flint 14. Mike Eerdhuijzen 71' 19. Francesco Antonucci 18. Samir Ben Sallam 71' 7. Daryl van Mieghem 38. Darius Johnson 79' 33. Walid Ould-Chikh 31. Kevin Visser                                             |                                                         | 22    |
| Speelronde 22 vr. 14 januari 2022 20:00 uur Rat Verlegh Stadion Breda Ref.: Marc Nagtegaal Toeschouwers: 0                       | |                                 | | 1. Filip Stanković 2. Denso Kasius, 4. Damon Mirani , 16. Benaissa Benamar, 28. Josh Flint 33. Walid Ould-Chikh, 30. Boy Deul, 19. Francesco Antonucci 7. Daryl van Mieghem, 21. Robert Mühren, 10. Gaetano Oristanio    | 46' 10. Gaetano Oristanio 34. Bilal Ould-Chikh 62' 28. Josh Flint 14. Mike Eerdhuijzen 71' 19. Francesco Antonucci 18. Samir Ben Sallam 71' 7. Daryl van Mieghem 38. Darius Johnson 79' 33. Walid Ould-Chikh 31. Kevin Visser                                             |                                                         | 22    |
| Speelronde 23 vr. 21 januari 2022 20:00 uur De Geusselt Volendam Ref.: Ingmar Oostrom Toeschouwers: 0                            | MVV Maastricht | 0-1                             | FC Volendam | 1. Filip Stanković 2. Denso Kasius, 4. Damon Mirani , 16. Benaissa Benamar, 14. Mike Eerdhuijzen 10. Gaetano Oristanio, 30. Boy Deul, 33. Walid Ould-Chikh 34. Bilal Ould-Chikh, 21. Robert Mühren, 7. Daryl van Mieghem | 59' 10. Gaetano Oristanio 6. Alex Plat 68' 7. Daryl van Mieghem 9. Martijn Kaars 75' 14. Mike Eerdhuijzen 28. Josh Flint 75' 33. Walid Ould-Chikh 11. Ibrahim El Kadiri 75' 34. Bilal Ould-Chikh 18. Samir Ben Sallam                                                     |                                                         | 23    |
| Speelronde 23 vr. 21 januari 2022 20:00 uur De Geusselt Volendam Ref.: Ingmar Oostrom Toeschouwers: 0                            | | 0-1                             | 70' Walid Ould-Chikh | 1. Filip Stanković 2. Denso Kasius, 4. Damon Mirani , 16. Benaissa Benamar, 14. Mike Eerdhuijzen 10. Gaetano Oristanio, 30. Boy Deul, 33. Walid Ould-Chikh 34. Bilal Ould-Chikh, 21. Robert Mühren, 7. Daryl van Mieghem | 59' 10. Gaetano Oristanio 6. Alex Plat 68' 7. Daryl van Mieghem 9. Martijn Kaars 75' 14. Mike Eerdhuijzen 28. Josh Flint 75' 33. Walid Ould-Chikh 11. Ibrahim El Kadiri 75' 34. Bilal Ould-Chikh 18. Samir Ben Sallam                                                     |                                                         | 23    |
| Speelronde 25 vr. 4 februari 2022 20:00 uur Kras Stadion Volendam Ref.: Martin Pérez Toeschouwers: 2.461*2                       | FC Volendam | 2-0                             | Jong FC Utrecht | 1. Filip Stanković 24. Achraf Douiri, 4. Damon Mirani , 16. Benaissa Benamar, 28. Josh Flint 10. Gaetano Oristanio, 30. Boy Deul, 33. Walid Ould-Chikh 34. Bilal Ould-Chikh, 21. Robert Mühren, 7. Daryl van Mieghem     | 62' 10. Gaetano Oristanio 19. Francesco Antonucci 62' 30. Boy Deul 8. Calvin Twigt 62' 28. Josh Flint 15. Dean James 78' 34. Bilal Ould-Chikh 38. Darius Johnson 78' 24. Achraf Douiri 26. Sjors Kramer                                                                   | 60' Bilal Ould-Chikh                                    | 25    |
| Speelronde 25 vr. 4 februari 2022 20:00 uur Kras Stadion Volendam Ref.: Martin Pérez Toeschouwers: 2.461*2                       | Gaetano Oristanio 12' Bilal Ould-Chikh 35' Robert Mühren                                                                                  | 1-0 2-0                         | | 1. Filip Stanković 24. Achraf Douiri, 4. Damon Mirani , 16. Benaissa Benamar, 28. Josh Flint 10. Gaetano Oristanio, 30. Boy Deul, 33. Walid Ould-Chikh 34. Bilal Ould-Chikh, 21. Robert Mühren, 7. Daryl van Mieghem     | 62' 10. Gaetano Oristanio 19. Francesco Antonucci 62' 30. Boy Deul 8. Calvin Twigt 62' 28. Josh Flint 15. Dean James 78' 34. Bilal Ould-Chikh 38. Darius Johnson 78' 24. Achraf Douiri 26. Sjors Kramer                                                                   | 60' Bilal Ould-Chikh                                    | 25    |
| Speelronde 24 ma. 7 februari 2022 20:00 uur Parkstad Limburg Stadion Kerkrade Ref.: Richard Martens Toeschouwers: 6.660*2        | Roda JC Kerkrade | 1-1                             | FC Volendam | 1. Filip Stanković 24. Achraf Douiri, 4. Damon Mirani , 16. Benaissa Benamar, 15 Dean James 8. Calvin Twigt, 30. Boy Deul, 33. Walid Ould-Chikh 10. Gaetano Oristanio, 21. Robert Mühren, 34. Bilal Ould-Chikh           | 46' 24. Achraf Douiri 7. Daryl van Mieghem 46' 33. Walid Ould-Chikh 18. Samir Ben Sallam 62' 34. Bilal Ould-Chikh 9. Martijn Kaars 62' 10. Gaetano Oristanio 19. Francesco Antonucci 80' 15. Dean James 14. Mike Eerdhuijzen                                              | 19' Dean James                                          | 24    |
| Speelronde 24 ma. 7 februari 2022 20:00 uur Parkstad Limburg Stadion Kerkrade Ref.: Richard Martens Toeschouwers: 6.660*2        | Dylan Vente 66' | 0-1 1-1                         | 8' Achraf Douiri Robert Mühren | 1. Filip Stanković 24. Achraf Douiri, 4. Damon Mirani , 16. Benaissa Benamar, 15 Dean James 8. Calvin Twigt, 30. Boy Deul, 33. Walid Ould-Chikh 10. Gaetano Oristanio, 21. Robert Mühren, 34. Bilal Ould-Chikh           | 46' 24. Achraf Douiri 7. Daryl van Mieghem 46' 33. Walid Ould-Chikh 18. Samir Ben Sallam 62' 34. Bilal Ould-Chikh 9. Martijn Kaars 62' 10. Gaetano Oristanio 19. Francesco Antonucci 80' 15. Dean James 14. Mike Eerdhuijzen                                              | 19' Dean James                                          | 24    |
| Speelronde 26 vr. 11 februari 2022 20:00 uur Kras Stadion Volendam Ref.: Jannick van der Laan Toeschouwers: 2.020*2              | FC Volendam | 2-1                             | Jong AZ | 1. Filip Stanković 24. Achraf Douiri, 4. Damon Mirani , 16. Benaissa Benamar, 15 Dean James 10. Gaetano Oristanio, 30. Boy Deul, 33. Walid Ould-Chikh 34. Bilal Ould-Chikh, 21. Robert Mühren, 7. Daryl van Mieghem      | 46' 16. Benaissa Benamar 28. Josh Flint 65' 15. Dean James 11. Ibrahim El Kadiri 74' 24. Achraf Douiri 26. Sjors Kramer 74' 10. Gaetano Oristanio 6. Alex Plat 80' 33. Walid Ould-Chikh 39. Koen Blommestijn                                                              | 90' Robert Mühren                                       | 26    |
| Speelronde 26 vr. 11 februari 2022 20:00 uur Kras Stadion Volendam Ref.: Jannick van der Laan Toeschouwers: 2.020*2              | Bilal Ould-Chikh 8' Walid Ould-Chikh Damon Mirani 46' Daryl van Mieghem                                                                   | 1-0 1-1 2-1                     | 14' Mohamed Taabouni | 1. Filip Stanković 24. Achraf Douiri, 4. Damon Mirani , 16. Benaissa Benamar, 15 Dean James 10. Gaetano Oristanio, 30. Boy Deul, 33. Walid Ould-Chikh 34. Bilal Ould-Chikh, 21. Robert Mühren, 7. Daryl van Mieghem      | 46' 16. Benaissa Benamar 28. Josh Flint 65' 15. Dean James 11. Ibrahim El Kadiri 74' 24. Achraf Douiri 26. Sjors Kramer 74' 10. Gaetano Oristanio 6. Alex Plat 80' 33. Walid Ould-Chikh 39. Koen Blommestijn                                                              | 90' Robert Mühren                                       | 26    |
| Speelronde 28 vr. 25 februari 2022 20:00 uur Kras Stadion Volendam Ref.: Robin Hensgens Toeschouwers: 3.900                      | FC Volendam | 4-1                             | Helmond Sport | 1. Filip Stanković 24. Achraf Douiri, 4. Damon Mirani , 16. Benaissa Benamar, 15 Dean James 10. Gaetano Oristanio, 30. Boy Deul, 33. Walid Ould-Chikh 34. Bilal Ould-Chikh, 21. Robert Mühren, 7. Daryl van Mieghem      | 46' 30. Boy Deul 19. Francesco Antonucci 46' 15. Dean James 14. Mike Eerdhuijzen 46' 33. Walid Ould-Chikh 31. Kevin Visser 56' 10. Gaetano Oristanio 11. Ibrahim El Kadiri 65' 24. Achraf Douiri 39. Jozhua Vertrouwd                                                     |                                                         | 28    |
| Speelronde 28 vr. 25 februari 2022 20:00 uur Kras Stadion Volendam Ref.: Robin Hensgens Toeschouwers: 3.900                      | Robert Mühren 8' Daryl van Mieghem Robert Mühren 10' Daryl van Mieghem Gaetano Oristanio 24' Daryl van Mieghem Boy Deul 37' Robert Mühren | 1-0 2-0 3-0 4-0 4-1             | 85' Ilias Breugelmans | 1. Filip Stanković 24. Achraf Douiri, 4. Damon Mirani , 16. Benaissa Benamar, 15 Dean James 10. Gaetano Oristanio, 30. Boy Deul, 33. Walid Ould-Chikh 34. Bilal Ould-Chikh, 21. Robert Mühren, 7. Daryl van Mieghem      | 46' 30. Boy Deul 19. Francesco Antonucci 46' 15. Dean James 14. Mike Eerdhuijzen 46' 33. Walid Ould-Chikh 31. Kevin Visser 56' 10. Gaetano Oristanio 11. Ibrahim El Kadiri 65' 24. Achraf Douiri 39. Jozhua Vertrouwd                                                     |                                                         | 28    |
| Speelronde 29 vr. 4 maart 2022 20:00 uur De Koel Venlo Ref.: Allard Lindhout Toeschouwers: 5.100                                 | VVV Venlo | 0-0                             | FC Volendam | 22. Barry Lauwers 2. Oskar Buur, 4. Damon Mirani , 16. Benaissa Benamar, 15 Dean James 10. Gaetano Oristanio, 30. Boy Deul, 33. Walid Ould-Chikh 34. Bilal Ould-Chikh, 21. Robert Mühren, 7. Daryl van Mieghem           | 46' 2. Oskar Buur 19. Francesco Antonucci 68' 15. Dean James 40. Jozhua Vertrouwd 71' 10. Gaetano Oristanio 31. Kevin Visser 83' 34. Bilal Ould-Chikh 11. Ibrahim El Kadiri                                                                                               | 40' Dean James 58' Boy Deul                             | 29    |
| Speelronde 29 vr. 4 maart 2022 20:00 uur De Koel Venlo Ref.: Allard Lindhout Toeschouwers: 5.100                                 | |                                 | | 22. Barry Lauwers 2. Oskar Buur, 4. Damon Mirani , 16. Benaissa Benamar, 15 Dean James 10. Gaetano Oristanio, 30. Boy Deul, 33. Walid Ould-Chikh 34. Bilal Ould-Chikh, 21. Robert Mühren, 7. Daryl van Mieghem           | 46' 2. Oskar Buur 19. Francesco Antonucci 68' 15. Dean James 40. Jozhua Vertrouwd 71' 10. Gaetano Oristanio 31. Kevin Visser 83' 34. Bilal Ould-Chikh 11. Ibrahim El Kadiri                                                                                               | 40' Dean James 58' Boy Deul                             | 29    |
| Speelronde 30 vr. 11 maart 2022 20:00 uur Kras Stadion Volendam Ref.: Marc Nagtegaal Toeschouwers: 5.012                         | FC Volendam | 2-5                             | Excelsior Rotterdam | 1. Filip Stanković 2. Oskar Buur, 4. Damon Mirani , 14. Mike Eerdhuijzen, 15 Dean James 10. Gaetano Oristanio, 30. Boy Deul, 19. Francesco Antonucci 34. Bilal Ould-Chikh, 21. Robert Mühren, 7. Daryl van Mieghem       | 20' 34. Bilal Ould-Chikh 11. Ibrahim El Kadiri 35' 10. Gaetano Oristanio 6. Alex Plat 46' 2. Oskar Buur 33. Walid Ould-Chikh 46' 14. Mike Eerdhuijzen 28. Josh Flint 83' 7. Daryl van Mieghem 39. Koen Blommestijn                                                        | 36' Mike Eerdhuijzen                                    | 30    |
| Speelronde 30 vr. 11 maart 2022 20:00 uur Kras Stadion Volendam Ref.: Marc Nagtegaal Toeschouwers: 5.012                         | Robert Mühren 34' (pen.) Boy Deul 54' Alex Plat                                                                                           | 0-1 0-2 0-3 0-4 1-4 2-4 2-5     | 2' Kenzo Goudmijn 15' Reuven Niemeijer 18' Thijs Dallinga 29' Marouan Azarkan 90+4' Michael Chacón                                                  | 1. Filip Stanković 2. Oskar Buur, 4. Damon Mirani , 14. Mike Eerdhuijzen, 15 Dean James 10. Gaetano Oristanio, 30. Boy Deul, 19. Francesco Antonucci 34. Bilal Ould-Chikh, 21. Robert Mühren, 7. Daryl van Mieghem       | 20' 34. Bilal Ould-Chikh 11. Ibrahim El Kadiri 35' 10. Gaetano Oristanio 6. Alex Plat 46' 2. Oskar Buur 33. Walid Ould-Chikh 46' 14. Mike Eerdhuijzen 28. Josh Flint 83' 7. Daryl van Mieghem 39. Koen Blommestijn                                                        | 36' Mike Eerdhuijzen                                    | 30    |
| Speelronde 27 vr. 14 maart 2022 20:00 uur De Oude Meerdijk Emmen Ref.: Edwin van de Graaf Toeschouwers: 8.309                    | FC Emmen | 4-1                             | FC Volendam | 1. Filip Stanković 33. Walid Ould-Chikh, 4. Damon Mirani , 28. Josh Flint, 15 Dean James 10. Gaetano Oristanio, 6. Alex Plat, 19. Francesco Antonucci 34. Bilal Ould-Chikh, 21. Robert Mühren, 7. Daryl van Mieghem      | 46' 6. Alex Plat 40. Jozhua Vertrouwd 46' 10. Gaetano Oristanio 30. Boy Deul 46' 19. Francesco Antonucci 31. Kevin Visser 68' 7. Daryl van Mieghem 11. Ibrahim El Kadiri 72' 34. Bilal Ould-Chikh 38. Darius Johnson                                                      | 33' Dean James                                          | 27    |
| Speelronde 27 vr. 14 maart 2022 20:00 uur De Oude Meerdijk Emmen Ref.: Edwin van de Graaf Toeschouwers: 8.309                    | Rui Mendes 16' Reda Kharchouch 36' Miguel Araujo 42' Reda Kharchouch 16'                                                                  | 1-0 2-0 3-0 4-0 4-1             | 67' Daryl van Mieghem Dean James | 1. Filip Stanković 33. Walid Ould-Chikh, 4. Damon Mirani , 28. Josh Flint, 15 Dean James 10. Gaetano Oristanio, 6. Alex Plat, 19. Francesco Antonucci 34. Bilal Ould-Chikh, 21. Robert Mühren, 7. Daryl van Mieghem      | 46' 6. Alex Plat 40. Jozhua Vertrouwd 46' 10. Gaetano Oristanio 30. Boy Deul 46' 19. Francesco Antonucci 31. Kevin Visser 68' 7. Daryl van Mieghem 11. Ibrahim El Kadiri 72' 34. Bilal Ould-Chikh 38. Darius Johnson                                                      | 33' Dean James                                          | 27    |
| Speelronde 31 vr. 18 maart 2022 20:00 uur Cars Jeans Stadion Den Haag Ref.: Jeroen Manschot Toeschouwers: 8.156                  | ADO Den Haag | 1-1                             | FC Volendam | 1. Filip Stanković 15. Dean James, 4. Damon Mirani , 28. Josh Flint, 40. Jozhua Vertrouwd 31. Kevin Visser, 30. Boy Deul, 33. Walid Ould-Chikh 19. Francesco Antonucci, 10. Gaetano Oristanio, 7. Daryl van Mieghem      | 46' 15. Dean James 25. John Hilton 63' 19. Francesco Antonucci 34. Bilal Ould-Chikh 72' 10. Gaetano Oristanio 38. Darius Johnson 85' 31. Kevin Visser 14. Mike Eerdhuijzen 85' 33. Walid Ould-Chikh 8. Calvin Twigt                                                       |                                                         | 31    |
| Speelronde 31 vr. 18 maart 2022 20:00 uur Cars Jeans Stadion Den Haag Ref.: Jeroen Manschot Toeschouwers: 8.156                  | Samy Bourard 80' | 1-0 1-1                         | 90+5' Damon Mirani Mike Eerdhuijzen | 1. Filip Stanković 15. Dean James, 4. Damon Mirani , 28. Josh Flint, 40. Jozhua Vertrouwd 31. Kevin Visser, 30. Boy Deul, 33. Walid Ould-Chikh 19. Francesco Antonucci, 10. Gaetano Oristanio, 7. Daryl van Mieghem      | 46' 15. Dean James 25. John Hilton 63' 19. Francesco Antonucci 34. Bilal Ould-Chikh 72' 10. Gaetano Oristanio 38. Darius Johnson 85' 31. Kevin Visser 14. Mike Eerdhuijzen 85' 33. Walid Ould-Chikh 8. Calvin Twigt                                                       |                                                         | 31    |
| Speelronde 33 vr. 1 april 2022 20:00 uur Kras Stadion Volendam Ref.: Joey Kooij Toeschouwers: 4.418                              | FC Volendam | 1-2                             | Top Oss | 1. Filip Stanković 15. Dean James, 4. Damon Mirani , 16. Benaissa Benamar, 40. Jozhua Vertrouwd 31. Kevin Visser, 30. Boy Deul, 33. Walid Ould-Chikh 19. Francesco Antonucci, 21. Robert Mühren, 34. Bilal Ould-Chikh    | 46' 31. Kevin Visser 7. Daryl van Mieghem 61' 40. Jozhua Vertrouwd 24. Achraf Douiri 72' 19. Francesco Antonucci 10. Gaetano Oristanio 86' 33. Walid Ould-Chikh 9. Martijn Kaars                                                                                          |                                                         | 33    |
| Speelronde 33 vr. 1 april 2022 20:00 uur Kras Stadion Volendam Ref.: Joey Kooij Toeschouwers: 4.418                              | Martijn Kaars 90+2' Robert Mühren | 0-1 0-2 1-2                     | 4' Jearl Margaritha 90' Dean Guezen | 1. Filip Stanković 15. Dean James, 4. Damon Mirani , 16. Benaissa Benamar, 40. Jozhua Vertrouwd 31. Kevin Visser, 30. Boy Deul, 33. Walid Ould-Chikh 19. Francesco Antonucci, 21. Robert Mühren, 34. Bilal Ould-Chikh    | 46' 31. Kevin Visser 7. Daryl van Mieghem 61' 40. Jozhua Vertrouwd 24. Achraf Douiri 72' 19. Francesco Antonucci 10. Gaetano Oristanio 86' 33. Walid Ould-Chikh 9. Martijn Kaars                                                                                          |                                                         | 33    |
| Speelronde 32 ma. 4 april 2022 20:00 uur De Herdgang Eindhoven Ref.: Alex Bos Toeschouwers: 367                                  | Jong PSV | 2-2                             | FC Volendam | 1. Filip Stanković 24. Achraf Douiri, 4. Damon Mirani , 28. Josh Flint, 40. Jozhua Vertrouwd 10. Gaetano Oristanio, 30. Boy Deul, 33. Walid Ould-Chikh 34. Bilal Ould-Chikh, 21. Robert Mühren, 7. Daryl van Mieghem     | 35' 24. Achraf Douiri 31. Kevin Visser 75' 30. Boy Deul 19. Francesco Antonucci 75' 7. Daryl van Mieghem 9. Martijn Kaars 87' 40. Jozhua Vertrouwd 15. Dean James 87' 10. Gaetano Oristanio 14. Mike Eerdhuijzen                                                          | 36' Filip Stanković 64' Daryl van Mieghem               | 32    |
| Speelronde 32 ma. 4 april 2022 20:00 uur De Herdgang Eindhoven Ref.: Alex Bos Toeschouwers: 367                                  | Maximiliano Romero 37' (pen.) Maximiliano Romero 60'                                                                                      | 0-1 1-1 1-2 2-2                 | 25' Bilal Ould-Chikh Jozhua Vertrouwd 56' Robert Mühren Daryl van Mieghem                                                                           | 1. Filip Stanković 24. Achraf Douiri, 4. Damon Mirani , 28. Josh Flint, 40. Jozhua Vertrouwd 10. Gaetano Oristanio, 30. Boy Deul, 33. Walid Ould-Chikh 34. Bilal Ould-Chikh, 21. Robert Mühren, 7. Daryl van Mieghem     | 35' 24. Achraf Douiri 31. Kevin Visser 75' 30. Boy Deul 19. Francesco Antonucci 75' 7. Daryl van Mieghem 9. Martijn Kaars 87' 40. Jozhua Vertrouwd 15. Dean James 87' 10. Gaetano Oristanio 14. Mike Eerdhuijzen                                                          | 36' Filip Stanković 64' Daryl van Mieghem               | 32    |
| Speelronde 34 vr. 8 april 2022 20:00 uur Kras Stadion Volendam Ref.: Martin van den Kerkhof Toeschouwers: 5.859                  | FC Volendam | 3-1                             | De Graafschap | 1. Filip Stanković 33. Walid Ould-Chikh, 4. Damon Mirani , 28. Josh Flint, 40. Jozhua Vertrouwd 10. Gaetano Oristanio, 30. Boy Deul, 31. Kevin Visser 34. Bilal Ould-Chikh, 21. Robert Mühren, 7. Daryl van Mieghem      | 29' 33. Walid Ould-Chikh 15. Dean James 59' 31. Kevin Visser 6. Alex Plat 59' 7. Daryl van Mieghem 19. Francesco Antonucci 59' 40. Jozhua Vertrouwd 5. Derry John Murkin 70' 34. Bilal Ould-Chikh 9. Martijn Kaars 83' 10. Gaetano Oristanio 39. Koen Blommestijn         |                                                         | 34    |
| Speelronde 34 vr. 8 april 2022 20:00 uur Kras Stadion Volendam Ref.: Martin van den Kerkhof Toeschouwers: 5.859                  | Robert Mühren 13' Daryl van Mieghem 54' Bilal Ould-Chikh Koen Blommestijn 90+4' Francesco Antonucci                                       | 1-0 1-1 2-1 3-1                 | 23' Mees Kaandorp | 1. Filip Stanković 33. Walid Ould-Chikh, 4. Damon Mirani , 28. Josh Flint, 40. Jozhua Vertrouwd 10. Gaetano Oristanio, 30. Boy Deul, 31. Kevin Visser 34. Bilal Ould-Chikh, 21. Robert Mühren, 7. Daryl van Mieghem      | 29' 33. Walid Ould-Chikh 15. Dean James 59' 31. Kevin Visser 6. Alex Plat 59' 7. Daryl van Mieghem 19. Francesco Antonucci 59' 40. Jozhua Vertrouwd 5. Derry John Murkin 70' 34. Bilal Ould-Chikh 9. Martijn Kaars 83' 10. Gaetano Oristanio 39. Koen Blommestijn         |                                                         | 34    |
| Speelronde 35 za. 16 april 2022 16:30 uur Kras Stadion Volendam Ref.: Sander van der Eijk Toeschouwers: 6.500                    | FC Volendam | 3-1                             | Jong Ajax | 1. Filip Stanković 33. Walid Ould-Chikh, 16. Benaissa Benamar, 28. Josh Flint, 5. Derry John Murkin 10. Gaetano Oristanio, 4. Damon Mirani , 30. Boy Deul 11. Ibrahim El Kadiri, 21. Robert Mühren, 7. Daryl van Mieghem | 20' 16. Benaissa Benamar 31. Kevin Visser 46' 11. Ibrahim El Kadiri 34. Bilal Ould-Chikh 55' 31. Kevin Visser 19. Francesco Antonucci 72' 33. Walid Ould-Chikh 40. Jozhua Vertrouwd 88' 5. Derry John Murkin 12. Robin Schulte 88' 10. Gaetano Oristanio 9. Martijn Kaars | 83' Gaetano Oristanio                                   | 35    |
| Speelronde 35 za. 16 april 2022 16:30 uur Kras Stadion Volendam Ref.: Sander van der Eijk Toeschouwers: 6.500                    | Robert Mühren 27' (pen.) Gaetano Oristanio 51' Daryl van Mieghem Robert Mühren 74' Bilal Ould-Chikh                                       | 0-1 1-1 2-1 3-1                 | 3' Christian Rasmussen | 1. Filip Stanković 33. Walid Ould-Chikh, 16. Benaissa Benamar, 28. Josh Flint, 5. Derry John Murkin 10. Gaetano Oristanio, 4. Damon Mirani , 30. Boy Deul 11. Ibrahim El Kadiri, 21. Robert Mühren, 7. Daryl van Mieghem | 20' 16. Benaissa Benamar 31. Kevin Visser 46' 11. Ibrahim El Kadiri 34. Bilal Ould-Chikh 55' 31. Kevin Visser 19. Francesco Antonucci 72' 33. Walid Ould-Chikh 40. Jozhua Vertrouwd 88' 5. Derry John Murkin 12. Robin Schulte 88' 10. Gaetano Oristanio 9. Martijn Kaars | 83' Gaetano Oristanio                                   | 35    |
| Speelronde 36 vr. 22 april 2022 20:00 uur Stadion De Vliert Den Bosch Ref.: Jannick van der Laan Toeschouwers: 5.328             | FC Den Bosch | 1-2                             | FC Volendam | 1. Filip Stanković 15. Dean James, 28. Josh Flint, 4. Damon Mirani , 5. Derry John Murkin 10. Gaetano Oristanio, 30. Boy Deul, 33. Walid Ould-Chikh 34. Bilal Ould-Chikh, 21. Robert Mühren, 7. Daryl van Mieghem        | 37' 15. Dean James 6. Alex Plat 68' 34. Bilal Ould-Chikh 19. Francesco Antonucci 79' 10. Gaetano Oristanio 11. Ibrahim El Kadiri 80' 7. Daryl van Mieghem 9. Martijn Kaars                                                                                                | 17' Dean James 90' Josh Flint 90' Boy Deul              | 36    |
| Speelronde 36 vr. 22 april 2022 20:00 uur Stadion De Vliert Den Bosch Ref.: Jannick van der Laan Toeschouwers: 5.328             | Sebastiaan van Bakel 77' | 0-1 0-2 2-1                     | 21' Josh Flint Damon Mirani 30' Robert Mühren | 1. Filip Stanković 15. Dean James, 28. Josh Flint, 4. Damon Mirani , 5. Derry John Murkin 10. Gaetano Oristanio, 30. Boy Deul, 33. Walid Ould-Chikh 34. Bilal Ould-Chikh, 21. Robert Mühren, 7. Daryl van Mieghem        | 37' 15. Dean James 6. Alex Plat 68' 34. Bilal Ould-Chikh 19. Francesco Antonucci 79' 10. Gaetano Oristanio 11. Ibrahim El Kadiri 80' 7. Daryl van Mieghem 9. Martijn Kaars                                                                                                | 17' Dean James 90' Josh Flint 90' Boy Deul              | 36    |
| Speelronde 37 vr. 29 april 2022 20:00 uur De Krommedijk Dordrecht Ref.: Robin Hensgens Toeschouwers: 2.022                       | FC Dordrecht | 3-2                             | FC Volendam | 1. Filip Stanković 33. Walid Ould-Chikh, 6. Alex Plat, 4. Damon Mirani , 28. Josh Flint 10. Gaetano Oristanio, 30. Boy Deul, 19. Francesco Antonucci 9. Martijn Kaars, 21. Robert Mühren, 7. Daryl van Mieghem           | 24' 28. Josh Flint 42. Jay Koorndijk 69' 10. Gaetano Oristanio 23. Lequincio Zeefuik 69' 9. Martijn Kaars 31. Kevin Visser 74' 30. Boy Deul 43. Billy van Duijl | 26' Damon Mirani                                        | 37    |
| Speelronde 37 vr. 29 april 2022 20:00 uur De Krommedijk Dordrecht Ref.: Robin Hensgens Toeschouwers: 2.022                       | Mauro Savastano 25' Stijn Meijer 25' Pascu 44'                                                                                            | 1-0 2-0 2-1 3-1 3-2             | 36' Robert Mühren Gaetano Oristanio 83' Francesco Antonucci Jay Koorndijk                                                                           | 1. Filip Stanković 33. Walid Ould-Chikh, 6. Alex Plat, 4. Damon Mirani , 28. Josh Flint 10. Gaetano Oristanio, 30. Boy Deul, 19. Francesco Antonucci 9. Martijn Kaars, 21. Robert Mühren, 7. Daryl van Mieghem           | 24' 28. Josh Flint 42. Jay Koorndijk 69' 10. Gaetano Oristanio 23. Lequincio Zeefuik 69' 9. Martijn Kaars 31. Kevin Visser 74' 30. Boy Deul 43. Billy van Duijl | 26' Damon Mirani                                        | 37    |
| Speelronde 38 vr. 6 mei 2021 20:00 uur Kras Stadion Volendam Ref.: Rob Dieperink Toeschouwers: 5.818                             | FC Volendam | 2-2                             | FC Eindhoven | 1. Filip Stanković 15. Dean James, 6. Alex Plat, 4. Damon Mirani , 5. Derry John Murkin 10. Gaetano Oristanio, 30. Boy Deul, 19. Francesco Antonucci 9. Martijn Kaars, 21. Robert Mühren, 7. Daryl van Mieghem           | 15' 15. Dean James 33. Walid Ould-Chikh 46' 6. Alex Plat 43. Billy van Duijl 46' 9. Martijn Kaars 31. Kevin Visser 64' 10. Gaetano Oristanio 11. Ibrahim El Kadiri 73' 19. Francesco Antonucci 23. Lequincio Zeefuik 82' 1. Filip Stanković 32. Dion Vlak                 | 34' Boy Deul 71' Derry John Murkin                      | 38    |
| Speelronde 38 vr. 6 mei 2021 20:00 uur Kras Stadion Volendam Ref.: Rob Dieperink Toeschouwers: 5.818                             | Gaetano Oristanio 61' Derry John Murkin Daryl van Mieghem 90+1'                                                                           | 0-1 0-2 1-2 2-2                 | 6' Joey Sleegers 49' Joey Sleegers | 1. Filip Stanković 15. Dean James, 6. Alex Plat, 4. Damon Mirani , 5. Derry John Murkin 10. Gaetano Oristanio, 30. Boy Deul, 19. Francesco Antonucci 9. Martijn Kaars, 21. Robert Mühren, 7. Daryl van Mieghem           | 15' 15. Dean James 33. Walid Ould-Chikh 46' 6. Alex Plat 43. Billy van Duijl 46' 9. Martijn Kaars 31. Kevin Visser 64' 10. Gaetano Oristanio 11. Ibrahim El Kadiri 73' 19. Francesco Antonucci 23. Lequincio Zeefuik 82' 1. Filip Stanković 32. Dion Vlak                 | 34' Boy Deul 71' Derry John Murkin                      | 38    |

*2 vanwege corona maatregelen slechs 1/3 bezetting stadion

## KNVB Play-Offs

### Wedstrijden
| Wedstrijddetails                                                  | Thuisploeg  | Uitslag | Uitploeg    | Opstelling | Wissels | Kaarten  | Tenue | Verslag |
| ----------------------------------------------------------------- | ----------- | ------- | ----------- | ---------- | ------- | -------- | ----- | ------- |
| 1e ronde                                                          |             |         |             |            |         |          |       |         |
| Speelronde 1 datum tijd Kras Stadion Volendam Ref.: Toeschouwers: | FC Volendam |         | FC Volendam |            |         | 77', 81' |       |         |
| Speelronde 1 datum tijd Kras Stadion Volendam Ref.: Toeschouwers: |             |         |             |            |         | 77', 81' |       |         |

## TOTO KNVB beker

### Wedstrijden
| Wedstrijddetails                                                                                          | Thuisploeg  | Uitslag     | Uitploeg                                               | Opstelling | Wissels | Kaarten | Tenue |
| --- | ----------- | ----------- | ------------------------------------------------------ | --- | --- | ------- | ----- |
| 1e ronde                                                                                                  |             |             |                                                        | | |         |       |
| Speelronde 1 Dinsdag 26 oktober 2021 20:00 uur Stadion Volendam Ref.: Jeroen Manschot Toeschouwers: 2.047 | FC Volendam | 0-3         | FC Emmen                                               | 1. Filip Stanković 2. Denso Kasius, 3. Brian Plat, 4. Damon Mirani , 15. Dean James 30. Boy Deul,18. Samir Ben Sallam, 8. Calvin Twigt 7. Daryl van Mieghem, 21. Robert Mühren, 9. Martijn Kaars | 46' 30. Boy Deul 6. Alex Plat 46' 21. Robert Mühren 11. Ibrahim El Kadiri 63' 18. Samir Ben Sallam 27. Joey Antonioli 63' 9. Martijn Kaars 23. Lequincio Zeefuik 76' 15. Dean James 14. Mike Eerdhuijzen |         | b1    |
| Speelronde 1 Dinsdag 26 oktober 2021 20:00 uur Stadion Volendam Ref.: Jeroen Manschot Toeschouwers: 2.047 |             | 0-1 0-2 0-3 | 53' Rui Mendes 79' Jasin-Amin Assehnoun 89' Rui Mendes | 1. Filip Stanković 2. Denso Kasius, 3. Brian Plat, 4. Damon Mirani , 15. Dean James 30. Boy Deul,18. Samir Ben Sallam, 8. Calvin Twigt 7. Daryl van Mieghem, 21. Robert Mühren, 9. Martijn Kaars | 46' 30. Boy Deul 6. Alex Plat 46' 21. Robert Mühren 11. Ibrahim El Kadiri 63' 18. Samir Ben Sallam 27. Joey Antonioli 63' 9. Martijn Kaars 23. Lequincio Zeefuik 76' 15. Dean James 14. Mike Eerdhuijzen |         | b1    |

## Resultaten

### Seizoensresultaten
| Stand | Gespeeld | Gewonnen | Gelijk | Verloren | Punten | Doelpunten voor | Doelpunten tegen | Gele kaarten | Twee keer geel | Rode kaarten |
| ----- | -------- | -------- | ------ | -------- | ------ | --------------- | ---------------- | ------------ | -------------- | ------------ |
| 2     | 38       | 20       | 12     | 5        | 75     | 81              | 53               | 39           | 2              | 1            |

### Resultaat
| Speelronde | 1 | 2 | 3 | 4 | 6 | 5 | 7 | 8 | 9 | 11 | 10 | 12 | 13 | 14 | 16 | 15 | 17 | 18 | 19 | 20 | 21 | 22 | 23 | 25 | 24 | 26 | 28 | 29 | 30 | 27 | 31 | 33 | 32 | 34 | 35 | 36 | 37 | 38 |
| ---------- | - | - | - | - | - | - | - | - | - | -- | -- | -- | -- | -- | -- | -- | -- | -- | -- | -- | -- | -- | -- | -- | -- | -- | -- | -- | -- | -- | -- | -- | -- | -- | -- | -- | -- | -- |
| Resultaat  | g | v | g | w | w | g | w | w | w | w  | w  | w  | w  | g  | g  | w  | w  | g  | w  | w  | w  | g  | w  | w  | g  | w  | w  | g  | v  | v  | g  | v  | g  | w  | w  | w  | v  | g  |

Winst
Gelijk
Verlies

### Aantal punten per speelronde
| Speelronde | 1 | 2 | 3 | 4 | 6 | 5 | 7 | 8 | 9 | 11 | 10 | 12 | 13 | 14 | 16 | 15 | 17 | 18 | 19 | 20 | 21 | 22 | 23 | 25 | 24 | 26 | 28 | 29 | 30 | 27 | 31 | 33 | 32 | 34 | 35 | 36 | 37 | 38 | Totaal |
| ---------- | - | - | - | - | - | - | - | - | - | -- | -- | -- | -- | -- | -- | -- | -- | -- | -- | -- | -- | -- | -- | -- | -- | -- | -- | -- | -- | -- | -- | -- | -- | -- | -- | -- | -- | -- | ------ |
| Punten     | 1 | 0 | 1 | 3 | 3 | 1 | 3 | 3 | 3 | 3  | 3  | 3  | 3  | 1  | 1  | 3  | 3  | 1  | 3  | 3  | 3  | 1  | 3  | 3  | 1  | 3  | 3  | 1  | 0  | 0  | 1  | 0  | 1  | 3  | 3  | 3  | 0  | 1  | 75     |

### Aantal punten na speelronde
| Speelronde | 1 | 2 | 3 | 4 | 6 | 5 | 7  | 8  | 9  | 11 | 10 | 12 | 13 | 14 | 16 | 15 | 17 | 18 | 19 | 20 | 21 | 22 | 23 | 25 | 24 | 26 | 28 | 29 | 30 | 27 | 31 | 33 | 32 | 34 | 35 | 36 | 37 | 38 | Totaal |
| ---------- | - | - | - | - | - | - | -- | -- | -- | -- | -- | -- | -- | -- | -- | -- | -- | -- | -- | -- | -- | -- | -- | -- | -- | -- | -- | -- | -- | -- | -- | -- | -- | -- | -- | -- | -- | -- | ------ |
| Punten     | 1 | 1 | 2 | 5 | 6 | 9 | 12 | 15 | 18 | 21 | 24 | 27 | 30 | 31 | 32 | 35 | 38 | 39 | 42 | 45 | 48 | 49 | 52 | 55 | 56 | 59 | 62 | 63 | 63 | 63 | 64 | 64 | 65 | 68 | 71 | 74 | 74 | 75 | 75     |

### Stand na speelronde
| Speelronde | 1 | 2  | 3  | 4  | 6 | 5 | 7 | 8 | 9 | 11 | 10 | 12 | 13 | 14 | 16 | 15 | 17 | 18 | 19 | 20 | 21 | 22 | 23 | 25 | 24 | 26 | 28 | 29 | 30 | 27 | 31 | 33 | 32 | 34 | 35 | 36 | 37 | 38 | Eindstand |
| ---------- | - | -- | -- | -- | - | - | - | - | - | -- | -- | -- | -- | -- | -- | -- | -- | -- | -- | -- | -- | -- | -- | -- | -- | -- | -- | -- | -- | -- | -- | -- | -- | -- | -- | -- | -- | -- | --------- |
| Stand      | 7 | 14 | 15 | 10 | 8 | 8 | 5 | 2 | 1 | 1  | 1  | 1  | 1  | 1  | 1  | 1  | 1  | 1  | 1  | 1  | 1  | 1  | 1  | 1  | 1  | 1  | 1  | 1  | 1  | 2  | 2  | 2  | 2  | 2  | 2  | 2  | 2  | 2  | 2         |

### Aantal doelpunten per speelronde
| Speelronde | 1 | 2 | 3 | 4 | 6 | 5 | 7 | 8 | 9 | 11 | 10 | 12 | 13 | 14 | 16 | 15 | 17 | 18 | 19 | 20 | 21 | 22 | 23 | 25 | 24 | 26 | 28 | 29 | 30 | 27 | 31 | 33 | 32 | 34 | 35 | 36 | 37 | 38 | Totaal |
| ---------- | - | - | - | - | - | - | - | - | - | -- | -- | -- | -- | -- | -- | -- | -- | -- | -- | -- | -- | -- | -- | -- | -- | -- | -- | -- | -- | -- | -- | -- | -- | -- | -- | -- | -- | -- | ------ |
| Doelpunten | 2 | 1 | 1 | 5 | 3 | 2 | 2 | 3 | 3 | 5  | 1  | 1  | 4  | 2  | 4  | 1  | 3  | 1  | 3  | 3  | 2  | 0  | 1  | 2  | 1  | 2  | 4  | 0  | 2  | 1  | 1  | 1  | 2  | 3  | 3  | 2  | 2  | 2  | 81     |

### Topscorers
| Nr.                           | Naam                | Goal |
| ----------------------------- | ------------------- | ---- |
| 1.                            | Robert Mühren       | 29   |
| 2.                            | Daryl van Mieghem   | 11   |
| 3.                            | Gaetano Oristanio   | 7    |
| 4.                            | Denso Kasius        | 5    |
| 5.                            | Boy Deul            | 4    |
| 5.                            | Martijn Kaars       | 4    |
| 5.                            | Ibrahim El Kadiri   | 4    |
| 5.                            | Damon Mirani        | 4    |
| 9.                            | Bilal Ould-Chikh    | 3    |
| 10.                           | Achraf Douiri       | 2    |
| 10.                           | Walid Ould-Chikh    | 2    |
| 12.                           | Francesco Antonucci | 1    |
| 12.                           | Jim Beers           | 1    |
| 12.                           | Koen Blommestijn    | 1    |
| 12.                           | Mike Eerdhuijzen    | 1    |
| 12.                           | Josh Flint          | 1    |
| 12.                           | Calvin Twigt        | 1    |
| Eigen doelpunten tegenstander |                     |      |
| Totaal                        | Totaal              | 81   |

| Nr.                           | Naam | Goal |
| ----------------------------- | ---- | ---- |
| 1.                            |      |      |
| Eigen doelpunten tegenstander |      |      |
| Totaal                        |      |      |

### Assists
| Nr.    | Naam                | Assist |
| ------ | ------------------- | ------ |
| 1.     | Daryl van Mieghem   | 14     |
| 2.     | Robert Mühren       | 12     |
| 3.     | Alex Plat           | 4      |
| 4.     | Boy Deul            | 3      |
| 4.     | Ibrahim El Kadiri   | 3      |
| 6.     | Martijn Kaars       | 2      |
| 6.     | Denso Kasius        | 2      |
| 6.     | Bilal Ould-Chikh    | 2      |
| 9.     | Francesco Antonucci | 1      |
| 9.     | Mike Eerdhuijzen    | 1      |
| 9.     | Dean James          | 1      |
| 9.     | Jay Koorndijk       | 1      |
| 9.     | Damon Mirani        | 1      |
| 9.     | Derry John Murkin   | 1      |
| 9.     | Samir Ben Sallam    | 1      |
| 9.     | Walid Ould-Chikh    | 1      |
| 9.     | Gaetano Oristanio   | 1      |
| 9.     | Calvin Twigt        | 1      |
| 9.     | Jozhua Vertrouwd    | 1      |
| Totaal | Totaal              | 53     |

| Nr.    | Naam | Assist |
| ------ | ---- | ------ |
| 1.     |      |        |
| Totaal |      |        |

ADO Den Haag ·
Almere City FC ·
FC Den Bosch ·
FC Dordrecht ·
FC Eindhoven ·
FC Emmen ·
Excelsior ·
De Graafschap ·
Helmond Sport ·
Jong Ajax ·
Jong AZ ·
Jong PSV ·
Jong FC Utrecht ·
MVV Maastricht ·
NAC Breda ·
Roda JC Kerkrade ·
Telstar ·
TOP Oss ·
FC Volendam ·
VVV-Venlo